# Le Chambard socialiste
Le Chambard socialiste est un hebdomadaire satirique socialiste français publié entre 1893 et 1895.

## Histoire
« Pamphlet socialiste illustré » lancé le 16 décembre 1893, Le Chambard socialiste a pour rédacteur en chef et gérant le journaliste socialiste Alfred Léon Gérault-Richard, collaborateur de La Petite République. L'article-programme signé par ce dernier dans le premier numéro s'oppose avec virulence à la loi restreignant la liberté de la presse votée quelques jours plus tôt en réaction à l'attentat anarchiste du 9 décembre 1893.
Mis à part les éditoriaux de Gérault-Richard et les poésies de Clovis Hugues, peu d'articles sont signés. Les gravures en couleurs de la première page sont dues à Steinlen, qui signe « Petit Pierre » (Steinlein signifiant « petite pierre » en allemand), puis à d'autres artistes, dont Maximilien Luce, B. Moloch, Pol Lelong et Édouard Couturier.
La violence des articles du Chambard vaut au journal d'être cité par le président du conseil Charles Dupuy à la chambre des députés en juillet 1894, peu de temps avant le vote de la troisième des « lois scélérates » visant les anarchistes. Quelques jours plus tard, Steinlen ayant cessé de collaborer au journal, certains journaux prétendent que le dessinateur aurait regagné sa Suisse natale afin d'échapper à d'éventuelles poursuites. Cette rumeur s'avère finalement infondée.
Le 16 octobre suivant, le garde des sceaux, Eugène Guérin, annonce en conseil des ministres qu'il ordonne des poursuites contre Gérault-Richard à la suite d'un éditorial publié dans le Chambard du 29 septembre. Intitulé « À bas Casimir ! », cet article est en effet jugé offensant pour le président de la République, Jean Casimir-Perier. Alexandre Millerand ne pouvant plaider en raison de problèmes de santé, c'est Jean Jaurès qui assure la défense du gérant du Chambard devant la cour d'assises le 5 novembre 1894. Jugé coupable d'offense au chef de l’État, Gérault-Richard est condamné à une peine d'un an de prison et à 3000 francs d'amende. Emprisonné le 20 novembre à Sainte-Pélagie, il est remplacé par Antoine Reisser en tant que gérant du journal. En réaction à l'incarcération de leur camarade, les socialistes présentent la candidature de Gérault-Richard à l'élection législative partielle provoquée par la démission d'Abel Hovelacque, député de la première circonscription du 13e arrondissement de Paris. Élu au second tour de scrutin le 7 janvier 1895, le rédacteur en chef du Chambard est libéré à la suite de l'amnistie promulguée le 1er février suivant.

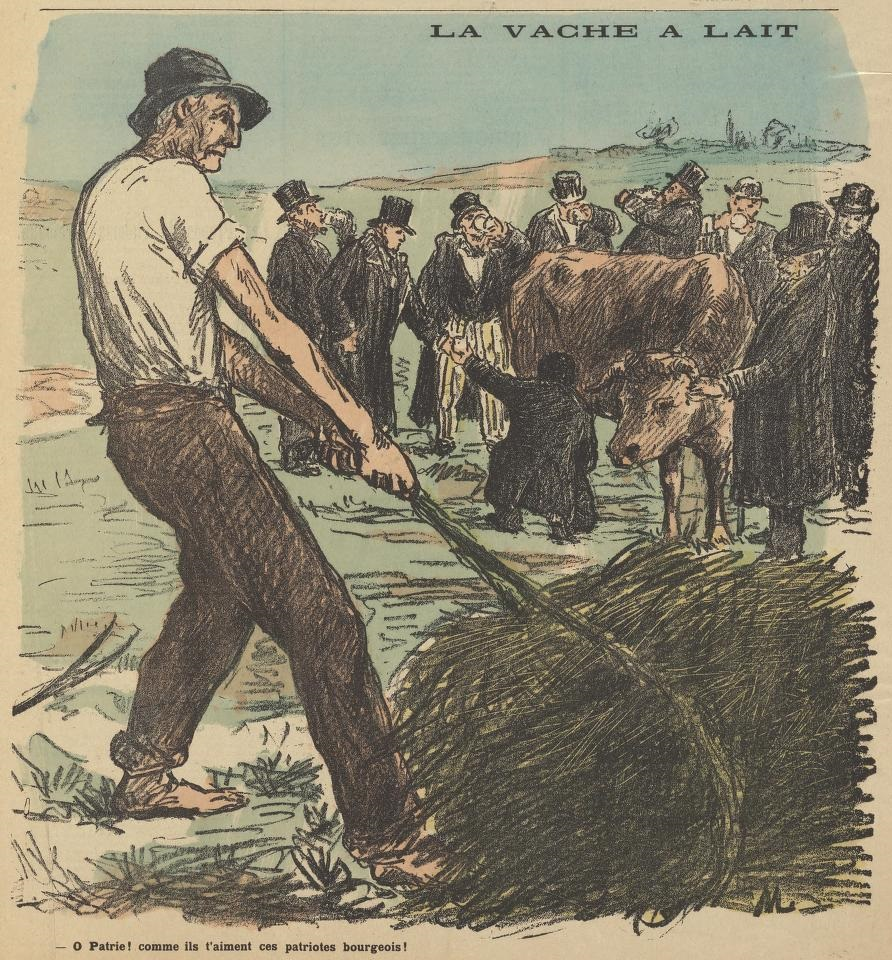
La vache à lait, par Maximilien Luce (21 avril 1894)
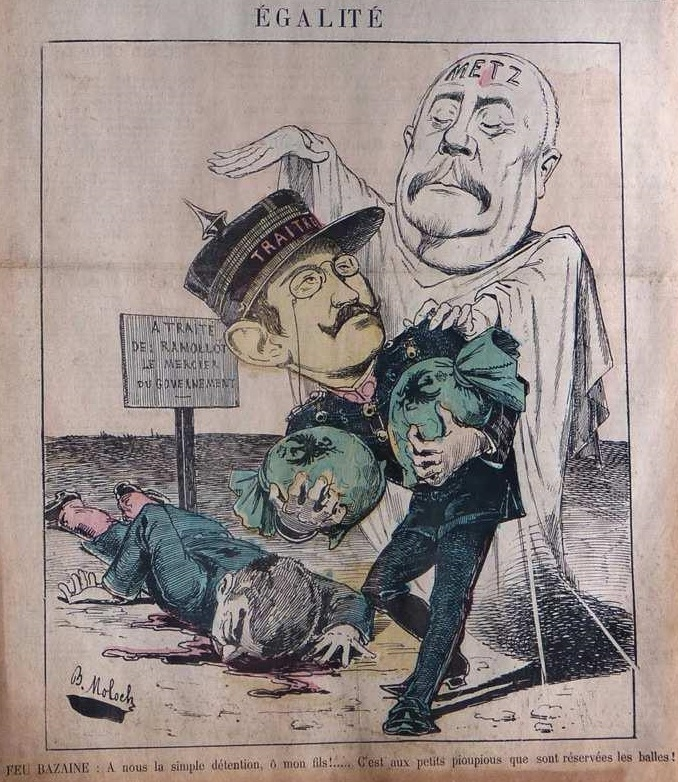
Caricature d'Alfred Dreyfus par B. Moloch (29 décembre 1894)

## Collaborateurs
- Jean Baptiste Clément[12]
- Édouard Couturier[13]
- Alfred Léon Gérault-Richard
- Clovis Hugues[14]
- Pol Lelong[15]
- Jules Lermina[16]
- Maximilien Luce[17]
- B. Moloch
- Gustave Rouanet[18]
- Théophile Alexandre Steinlen (alias « Petit Pierre »)
- Adolphe Tabarant[10]
- Maxime Vuillaume (alias « un vieil insurgé »)[16]